# 小城子镇 (宝清县)
小城子镇，是中华人民共和国黑龙江省双鸭山市宝清县下辖的一个乡镇级行政单位。

## 行政区划
小城子镇下辖以下地区：
小城子村、青龙山村、太平村、梨南村、梨中村、梨北村、富山村、千山村、天山村、梨树林场、六道林场、种畜场、果树场和果酒基地生活区。